# خورابلو
خورابلو، روستایی از توابع بخش قره قویون شهرستان شوط استان آذربایجان غربی کشور ایران است.
مهاجرت
در طول 15سال گذشته، با وجود منابع آبی غنی و مراتع سرسبز، به دلیل حفر چاههای غیر مجاز در روستاهای بالادست و عدم رسیدگی مسئولان مربوطه، منابع آبی این روستا خشک شده و بیش از ۹۰ درصد درختان و مراتع آن خشک شده و از بین رفته است. همچنین بیش از ۱۰ سال است که قرار است سدی در این روستا ساخته شود، تا مراتع و باغات غنی آن و روستاهای اطراف احیا شود؛ ولی به خاطر بی اعتنایی مسئولان مربوطه این موضوع فقط در حد قول مانده است و تاکنون اقدام عملی به خصوصی در این مورد صورت نگرفته است. در نتیجه همین عوامل شاهد مهاجرت بخشی از جمعیت این روستا به شهرها هستیم. با ادامه مهاجرت شاهد متروکه شدن این روستای زیبا خواهیم بود.

## جمعیت
این روستا در دهستان چشمه سرا قرار داشته و بر اساس سرشماری سال ۱۳۸۵ جمعیت آن ۳۷۹نفر (۱۰۶ خانوار) 
بوده است.